# Рестинга чорноголова
Рести́нга чорноголова (Formicivora erythronotos) — вид горобцеподібних птахів родини сорокушових (Thamnophilidae). Ендемік Бразилії. Це рідкісний вид, що не спостерігався близько 100 років, поки не був повторно відкритий у 1987 році.

## Опис
Довжина птаха становить 11,5 см. Самці мають переважно чорнувате забарвлення, спина у них рудувато-коричнева, крила чорні з трьома білуватими смужкамиЮ на боках малопомітні білі плями. Дзьоб тонкий, чорний. Самиці мають переважно оливково-коричневе забарвлення, нижня частина тіла у них більш охриста.

## Поширення і екологія
Бразильські рестинги мешкають на південному сході Бразилії, на узбережжі затоки Ілья-Гранді на крайньому південному сході штату Сан-Паулу. Вони живуть в густому підліску прибережних заростей рестінги та у вторинних заростях, на висоті до 50 м над рівнем моря. Живляться комахами.

## Збереження
МСОП класифікує цей вид як такий, що перебуває під загрозою зникнення. За оцінками дослідників, популяція чорноголових рестинг становить від 50 до 8500 дорослих птахів. Їм загрожує знищення природного середовища.